# 施重光
施重光（16世紀—17世紀），字慶徵，山西都司振武衛人，明朝政治人物。

## 生平
施重光曾跟隨王家屏遊歷，入五台縣師氏籍中萬曆七年（1579年）舉人，二十九年（1601年）會試二百八十一名，成進士二甲三十二名，廷對時直指時政弊端，不避權貴，獲授大理寺觀政。之後他任職戶部主事、刑部廣東司主事、轉郎中，因為剛直遭罷官，著有《主臣言》、《代州志賦》、《徵唐詩選》、《近體集》行世。